# ميحة
المِيحة هو جنس من الفطريات الزقية الموجودة في أوربة وأمريكة الشمالية وأسترالية وأجزاء من الصين. الجنس يحتوي على 53 نوعًا.  من أشهر الأنواع ميحة الكركند.